# Vellinge församling
Vellinge församling var en församling i Lunds stift och i Vellinge kommun. Församlingen uppgick 2002 i Vellinge-Månstorps församling.

## Administrativ historik
Församlingen har medeltida ursprung. 
Församlingen var till 1962 moderförsamling i pastoratet Vellinge och Fuglie. Från 1962 till 2002 var den moderförsamling i pastoratet Vellinge, Gessie, Eskilstorp och Hököpinge som åtminstone från 1998 även omfattade Västra Ingelstads församling, Östra Grevie församling, Mellan-Grevie församling, Södra Åkarps församling och Arrie församling. Församlingen uppgick 2002 i Vellinge-Månstorps församling.

## Kyrkor
- Vellinge kyrka